# مذحج
مَذْحَج یکی از بزرگ‌ترین قبیله‌های عرب است که پیش از اسلام  در یمن می‌زیستند. بسیاری از ایشان در دوران حیات محمد به اسلام گرویدند. در روزگار خلفای راشدین تیره‌های بزرگی از این قبیله به سوی مرزهای ایران کوچیدند و بخشی از سپاه مسلمانان را در جنگ با ارتش شاهنشاهی ساسانی شکل دادند. مذحجیان رفته رفته در عراق ساکن شدند و شهر نوبنیاد کوفه میهن ایشان شد. در روزگار خلافت علی بن ابی‌طالب، برجسته‌ترین یاران علی از مذحجیان بودند و تیره‌های بزرگ مذحج، چون بنی نخع و بنی مراد، در شمار شیعیان محسوب می‌شد.
پس از واقعه کربلا و کشته‌شدن هانی بن عروه و شیخ ابراهیم در شمال بغداد، بخشی از مذحجیان به منطقه خوزستان آمدند و در طول تاریخ مشعشعیان با کمک مذحجیان یک حکومت شیعه در هویزه تشکیل دادند. ایشان اکنون در همه شهرهای خوزستان به‌ویژه اهواز، شوش، هویزه، بستان، سوسنگرد، شادگان و آبادان ساکنند و در کهنوج و بیرجند نیز نخعیان بسیاری بیش از هزار سال سکونت دارند. 

## پیشینه
مذحجیان، عرب جنوبی و باشنده عربستان خوشبخت یا یمن بودند و فرزندان مذحج‌اند که نسب‌شناسان عرب، نسب او را مذحج بن أُدد بن زید بن یشجب بن عریب بن زید بن کهلان بن سبأ بن یشجب بن یعرب بن قحطان آورده‌اند. از این رو مذحجیان از قحطانیان‌اند و افزون بر آن از پشت سبأ بن یشجب و میراث‌دار تمدن سبا.
مسعودی آورده که از محمد پیامبر اسلام روایت کرده‌اند که از او معنی سبأ را پرسیدند. گفت مردی بود که ده فرزند آورد و چهار نفر ایشان به سوی شام رفتند و شش نفر راه یمن گرفتند… آن‌ها که راه یمن گرفتند حمیر و ازد و مذحج و کنانه و اشعریان و انمار بودند.
قوم مذحج تا ظهور اسلام در یمن باشنده بودند. ابن سعد آورده که رسول خدا در سال دهم، سریه‌ای را به فرماندهی علی پسر ابی‌طالب به یمن فرستاد. علی در برخورد با مذحج آنان را به اسلام فراخواند. مذحجیان پس از این‌که رفتار پسندیده و با منطق والای علی را دیدند به اسلام گرویدند. نشانه‌هایی هست که آشنایی و گرایش بسیاری از مذحجیان به علی از همین سفرها بوده‌است.
=== به سوی عراق کوچیدن ===و سکنی گزیدند

## قبائل سعد العشیرة(مذحج)
بنی مراد، بنی نخع، بنی جعفه، سعد العشیره (زبید) السواعد ، البومحمد ، العزه ، الجبور ، الدلیم نیسی،القنواتیه.

## مذحجیان در خوزستان و خراسان جنوبی
بیشتر مذحجیان در خوزستان از بنی نخع (از نسل انس فرزند یا نوه ابراهیم اشتر)  می باشند.
چهار نظر در این باره وجود دارد 
1. انس همان مالک بن ابراهیم بن مالک اشتر است یا فرزند مالک ابن ابراهیم بن مالک اشتر 
2. نیسها از نسل خولان بن ابراهیم بن مالک اشتر می‌باشند 
3.نسیها از نسل نعمان بن ابراهیم بن مالک اشترند
4. قبیله نیس از نسل محمد بن ابراهیم بن مالک اشتر می‌باشند.
مسکن  قبیلة مذحج در ایران، شهرهای شمالی کرمان از جمله زرند و راور و همه شهرهای خوزستان از جمله هویزه، بستان، سوسنگرد، اهواز ،شوش، شوشتر، شادگان و آبادان است. از عشایر مذحج قبیله نیس ، آلبوعطوی ، حمودی ، بنی مالک ، هویشم ، بنی سکین ، زبید ، جبور ، عیدان ، الدلیم ، العزه ، السواعد(بیت زامل) ، السواعد(الکورجة)، السواعد(آل‌عبدالسید) ، السواعد(البتران) ، السواعد(آل‌فضیل) ، بنی مالک و البوصالح ، ابو محمد و....
در سایر شهرهای ایران هم مردم قبیله مذحج به صورت بومی صدها سال است که زندگی می‌کنند. زبانشان در مناطق غیر خوزستان به جز بخش عربخانه شهر شوسف نهبندان در استان خراسان جنوبی فارسی است. از جمله این شهرها اصفهان، کرمان، قم، تهران، بیرجند و حتی بندرعباس، زاهدان و مشهد را نیز می‌توان نام برد.
تیره بنی‌مراد نیز در خوزستان و خراسان جنوبی از صدر اسلام سكنی گزیدند. بنی‌مراد متعلق به بخش عربخانه شهر شوسف نهبندان، ابتدا در روستای گندرگو، زینیه(زین آباد) و در ادامه در روستاهای خسروی، سایه سنگان، رامنگان، مرزه و... گسترش یافتند. از نشانه‌های رفتاری بنی مراد خوی اشرافی، پاك دستی، تفكر، هنر و خلاقیت بوده‌است. 
دو سوم جمعیت عرب عراق اصالتا مذحج هستند مانند آل ابراهیم بنی مالک قبایلی که اصل آنان از  زبید است مانند بو محمد جبور دلیم بوسلطان سواعد عزه